# Warner Scarab
Warner Scarab (в переводе с англ. «скарабей Уорнера») — поршневой 7-ми цилиндровый радиальный авиационный двигатель внутреннего сгорания с воздушной системой охлаждения, разработанный американской компанией Warner Aircraft Corporation и широко применявшийся на самолётах различных типов в 1930-х — 1940-х годах. Армейское обозначение R-420 (по объёму в кубических дюймах).
В 1942 году 165-сильный Warner R-500-3 Super Scarab был установлен на первый серийный вертолёт Sikorsky R-4.
Немалое количество этих надёжных двигателей сохранилось по сей день, вместе с летательными аппаратами, на которые они были изначально установлены. Наиболее часто встречаются на американских самолётах довоенного выпуска Warner 145 и 165, поскольку к этим моделям, применявшимся в годы войны на учебных Fairchild UC61 и Meyers OTW имеются большие запасы запчастей.
Кроме того, моторы Warner часто монтируются на репликах самолётов времён Первой мировой войны для замены оригинальных ротативных двигателей.

## Модификации

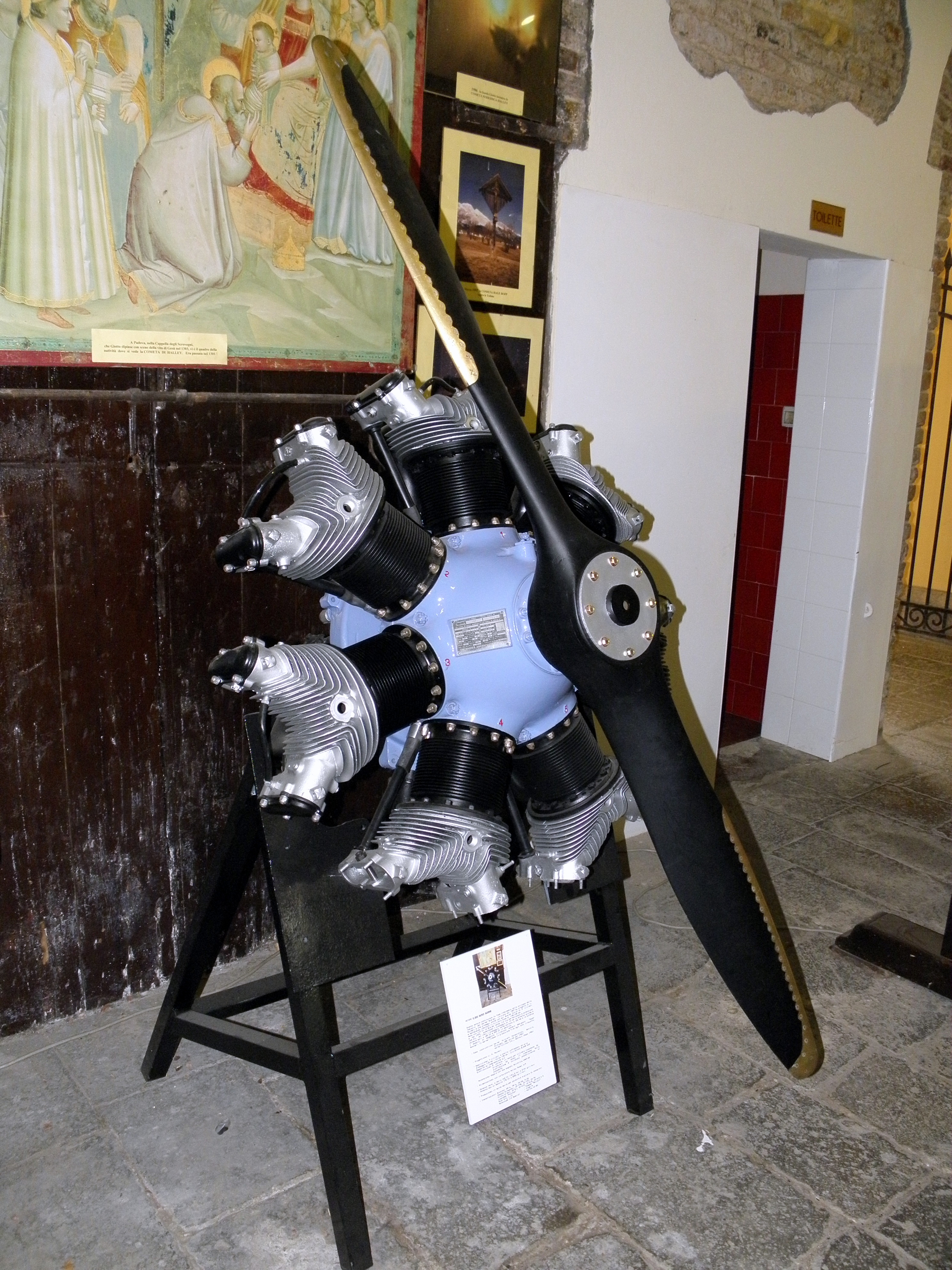
Двигатель R-500-7 Super Scarab model 165 в экспозиции итальянского Музея авиации и космонавтики в Сан-Пеладжио, Дуэ-Карраре, провинция Падуя.

Scarab S-50(1928) 7-цилиндровый, объём 7 л.  Диаметр цилиндра и ход поршня 108 мм (4,25 дюйма), степень сжатия 5,2:1, 125 л. с. (93 кВт) на 2,050 об/мин, вес 129 кг;
Scarab Junior(1930) 5-цилиндровый, объём 5 л; 90 л. с. (67 кВт) на 2125 об/мин, вес 104 кг;
Super Scarab SS-50/50AДиаметр цилиндра увеличен до 4,625 дюйма (117,5 мм), объём 8 л. 145 л. с. (108 кВт) на 2050 об/мин, вес 137 кг
Super Scarab SS-165Степень сжатия увеличена с 5,2:1 до 6,4:1; 165 л. с. (123 кВт) на 2100 об/мин, вес 165 кг.
Super Scarab SS-185Диаметр цилиндра увеличен до 4,875 дюйма (123,8 мм), объём 9 л. 185 л. с. (138 кВт) на 2175 об/мин, вес 156 кг.
R-420Армейское обозначение двигателя Scarab.
R-500Армейское обозначение Super Scarab 165.
R-550Армейское обозначение Super Scarab 185.
145Вариант обозначения Warner Super Scarab SS-50/50A.
165Вариант обозначения Warner Super Scarab 165.
185Вариант обозначения Warner Super Scarab 185 (предназначался в основном для вертолётов).

## Применение
США
- Bird BW
- Cessna C-165 Airmaster
- Cessna Model AW
- Commandaire 3C3A
- Curtiss XC-10
- Davis D-1
- Faichild 22 C7E, C7F
- Fairchild 24
- Fleet Model 1
- General Aristocrat
- Gee Bee Sportster
- Harlow PJC-2
- Meyers OTW
- Monocoupe 110
- Pasped Skylark
- Redfern Nieuport 17/24
- Ryan S-C
- Ryan ST-W
- Sands Fokker Dr.1 Triplane (реплика Fokker Dr.I)
- вертолёт Sikorsky R-4
- Stinson SM-2
- Waco RSO
- Waco RBA
- Waco BNF и RNF
- Мягкие дирижабли класса L

 Австралия
- CAC Wackett